# Famille Bruneteau de Sainte-Suzanne
Pour les articles homonymes, voir Bruneteau et Sainte-Suzanne.
La famille Bruneteau de Sainte-Suzanne est une famille éteinte de la noblesse française d'Ancien Régime originaire de la province de Champagne.
Plusieurs de ses membres sont titrés sous le Ier Empire, par un titre de comte en 1808 et trois titres de baron en 1810, 1812 et 1813.

## Histoire
Gustave Chaix d'Est-Ange rapporte que cette famille a été condamnée pour usurpation de noblesse en 1667 par M. de Caumartin, intendant de Champagne, puis, après avoir interjeté appel, maintenue noble par le Conseil d'État en 1668. Devant cette juridiction cette famille a produit un acte d'Antoine de Bruneteau, écuyer, en 1551, qui fut également maréchal des logis d'une compagnie d'ordonnances.

## Personnalités
- Claude François Bruneteau de Sainte Suzanne (15 mars 1757 - Poivres † 19 janvier 1824 - Frignicourt), page de Louis XVI, inspecteur des eaux-et-forêts, chevalier, seigneur du Mothet et de Sainte-Suzanne, lieutenant au régiment Royal-Infanterie, il assista à l'assemblée de la noblesse du bailliage de Chalons-sur-Marne le 13 mars 1789. Il se marie le 8 novembre 1802 avec Louise Marguerite Le Dieu d'Aulnizeux ( † 13 décembre 1838), dont une fille :
  - Louise Augustine Françoise Bruneteau de Sainte Suzanne (21 décembre 1802 - Brest † 3 mai 1887 - Paris), mariée en 1829 (Clermont-Ferrand) à René Charles Duvivier (28 octobre 1785 - Ernée (Mayenne) † 27 décembre 1852 - Paris),
- Gilles Joseph Martin Bruneteau de Sainte Suzanne (1760 † 1830), général de division en 1796, sénateur en 1804, titré comte de Sainte-Suzanne et de l'Empire en 1808, pair de France héréditaire sous la Restauration, confirmé comte et pair héréditaire de Sainte-Suzanne sur majorat de pairie par lettres patentes de 1824
- Alexandre François Bruneteau de Sainte Suzanne (1769 - Poivres † 1853), préfet, conseiller d'État sous le Premier Empire, créé baron de l'Empire en 1812
- Pierre Antoine Bruneteau de Sainte-Suzanne (26 mars 1771 - Paris † 3 janvier 1813 - Albeng, mort de fatigue lors de la retraite de Russie), colonel du 9e régiment de chasseurs à cheval (1809-1813), baron de Sainte-Suzanne et de l'Empire (1810), Officier de la Légion d'honneur ;
- Jean-Chrysostôme Bruneteau de Sainte-Suzanne (1773 † 1830), général de brigade, baron de Sainte-Suzanne et de l'Empire en 1813
- Joseph François de Bruneteau de Sainte-Suzanne (Strasbourg 18 avril 1800- château d'Écury-sur-Coole 18 octobre 1855), 2ème comte Bruneteau de Sainte-Suzanne et de l'Empire, fils de Gilles Joseph pair de France (donne sa démission en 1832 après l'abolition de l'hérédité de la pairie)
- Auguste-François de Bruneteau de Sainte-Suzanne, né en 1828, épouse Marie-Hortense (1833-1859), fille du comte Ferdinand de Meeûs dont descendance.  Leur fils unique (* en 1859) épouse une demoiselle de la Maison de Noailles dont descendance.  Cette branche, longtemps propriétaire du domaine forestier de Senzeilles en Belgique s'est éteinte dans la seconde moitié du XXe siècle par la mort de la comtesse de Bruneteau née Picot de Vaulogé.

## Portrait

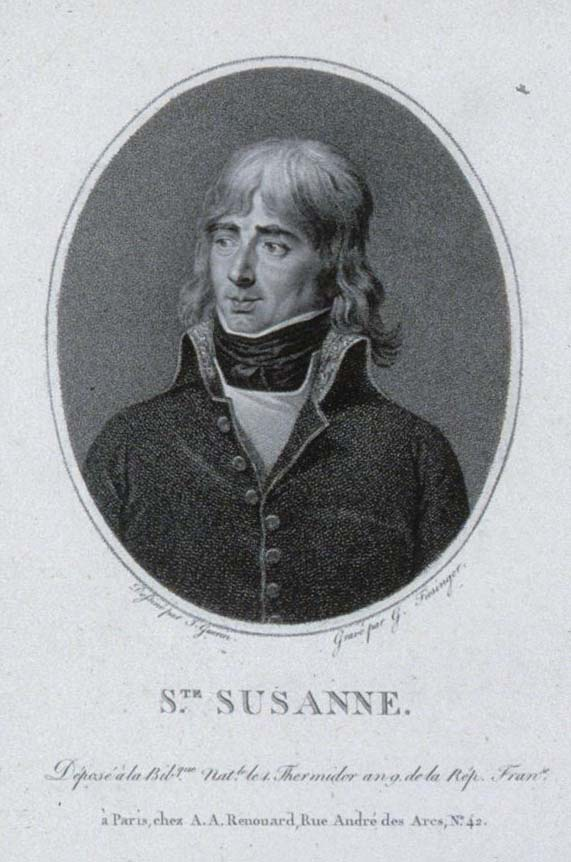
Gilles de Bruneteau (1760-1830)

## Pour approfondir